# Ostrovec
Ostrovec település Csehországban, Píseki járásban. Ostrovec Vráž, Oslov, Smetanova Lhota, Varvažov, Vojníkov és Cerhonice településekkel határos. Lakosainak száma 361 fő (2024. január 1.).

## Népesség
A település lakosságának változását az alábbi diagram mutatja:
| Lakosok száma | 922  | 943  | 807  | 522  | 473  | 363  | 379  | 365  | 364  | 361  |
|               | 1869 | 1890 | 1921 | 1950 | 1980 | 2001 | 2017 | 2019 | 2022 | 2024 |